# Landhuis Groot Davelaar
Landhuis Groot Davelaar is een voormalig plantagehuis in Curaçao.

## De plantage
Plantage Groot Davelaar is in 1732 gesticht door Cornelis van Groot Davelaar op een vlak terrein ten oosten van het Schottegat. Door de lage ligging was er voldoende water voor groente- en fruitteelt, er werd vee gehouden en kalk gebrand. Vanaf 1840 ging de plantage door verschillende oorzaken achteruit. Na een gedwongen veiling kwam hij in bezit van Juan R. Blanch, een Venezolaanse vluchteling.

## Geschiedenis van het landhuis
Toen Blanch de plantage in 1840 kocht, stond er een slecht onderhouden huis op. Tijdens een reis door Europa deed hij ideeën op en in 1873 liet hij door de Arubaanse architect Antoine Martis (1837–1894) Landhuis Groot Davelaar bouwen. Sommigen denken dat het werd gebouwd door Antonio Guzmán Blanco, een Venezolaanse revolutionaire banneling die later president van Venezuela werd.
Door geldproblemen moest Blanch de plantage in 1877 alweer verkopen. Het landhuis had daarna verschillende eigenaren en huurders en heeft in de loop van de tijd verschillende functies gehad. Na een restauratie in 1978 is het geruime tijd een restaurant geweest. Tegenwoordig worden de colleges van de University of the Dutch Caribbean er gegeven.

## Het landhuis
Landhuis Groot Davelaar bestaat uit een hoofdgebouw en een in 1906 gebouwde vrijstaande regenbak. Zowel architectonisch als cultureel is het van groot belang. Het is uniek vanwege de gecentraliseerde opzet, de achthoekige vorm van het hoofdgebouw en de mengeling van de Curaçaose stijl met sterke invloeden vanuit de Renaissance. Ook is het het enige landhuis op Curaçao met de naam op de gevel. Rond de achthoekige hal lagen de slaapvertrekken. Deze worden omsloten door twee concentrische galerijen. Op de bovenverdieping is een achthoekige kamer met openslaande deuren en shutterramen en een balustrade aan de buitenkant. De ramen bieden een panoramisch uitzicht over de omgeving en tien andere koloniale huizen, waaronder Landhuis Bloemhof en Landhuis Cerrito. Aan de oostzijde is een klein terras met dubbele trappen, aan de westzijde een enkele trap.